# Leermedium
Leermedium sind in der Medienwirtschaft und Medienbetriebslehre Trägermedien ohne Daten (analoge Daten oder digitale Daten), die durch Datenübertragung und anschließendes Speichern hinzugefügt werden können.

## Allgemeines
Umgangssprachlich handelt es sich bei Leermedien um unbespielte, aber bespielbare Medien. Bei Speichermedien gibt es zwei Arten, die überwiegend vom Handel vertriebenen bespielten Speichermedien und die erst vom Verbraucher noch zu bespielenden. Ursprünglich sind alle Datenträger zunächst Leermedien. Ein Teil von ihnen wird von Medienunternehmen mit Daten versehen und in den Handel gebracht, ein weiterer Teil gelangt ohne Daten als Leermedien im engeren Sinne in den Handel.
Einer der ältesten Datenträger ist die Zeitung. Ursprüngliches Leermedium ist hierbei das Zeitungspapier, dem durch Zeitungsdruck die Nachrichten hinzugefügt werden. Dieses Leermedium bringt dem Verbraucher keinen Kundennutzen, sondern erst die bedruckte Zeitung. Das gilt jedoch nicht für alle Trägermedien. So bringt beispielsweise die Compact Disc sowohl in ihrer bespielten als auch in ihrer unbespielten Version Kundennutzen; bei letzterer kann der Verbraucher den Inhalt der CD individuell gestalten. Klassischer unbespielter Tonträger war seit jeher das Tonband, das durch ein Tonbandgerät mittels einer Tonaufnahme bespielt werden kann.

## Arten
Heute gibt es folgende Trägermedien, von denen es bespielte und unbespielte oder nur eine der beiden Versionen gibt:
| Trägermedium       | bespielt | unbespielt            |
| ------------------ | -------- | --------------------- |
| Audiokassette      | Ja       | Ja                    |
| Compact Disc       | Ja       | Ja · CD-R und CD-RW   |
| Digital Video Disc | Ja       | Ja · DVD±R und DVD-RW |
| Schallplatte       | Ja       | Nein                  |
| Tonband            | Nein     | Ja                    |
| Videokassette      | Ja       | Ja                    |

Lediglich die Schallplatte ist im Handel nicht als Leermedium erhältlich. Die unbespielten digitalen Trägermedien werden Rohlinge genannt und können mit einem Brenner bespielt werden.
Zu den Leermedien gehören urheberrechtlich auch Festplatten, Speicherkarten und USB-Sticks.

## Wirtschaftliche Aspekte
Im Kaufpreis für Aufnahmegeräte und Leermedien ist seit 1965 die Pauschalabgabe auf den Verkauf von Tonbändern und Tonbandgeräten enthalten, die 1985 durch die Abgabe auf Leerkassetten und später auch auf andere Leermedien ergänzt wurde. Je nach Zuständigkeit ist die Pauschalabgabe insbesondere an die GEMA, GVL oder ZPÜ nach § 54 Abs. 1 UrhG zu entrichten.
In Deutschland lag die Zahl der an Privatpersonen verkauften Leermedien 2006 bei insgesamt 464 Millionen CD-Rohlingen und 267 Millionen DVD-Rohlingen. Nach der  Brennerstudie der Gesellschaft für Konsumforschung (GfK) wurden 258 Millionen dieser Rohlinge mit Musik bespielt; die Zahl ist doppelt so hoch wie die bespielter CD-Alben.
Leermedien sind deshalb ein Substitutionsgut gegenüber der bespielten Version, so dass der Rückgang industriell bespielter CDs und der gleichzeitige Anstieg der Leermedien auch die Substitutionskonkurrenz widerspiegeln. Durch den Rückgang bespielter CDs vermindern sich auch die Royaltys der Urheber, was der wesentliche Grund für die Erhebung einer Pauschalabgabe gewesen ist.